# Wrattenibis
De wrattenibis (Pseudibis papillosa) is een vogel uit de familie Threskiornithidae (ibissen en lepelaars).

## Verspreiding en leefgebied
Deze soort komt voor in India, Pakistan en Nepal.